# Новоалексеевская
Новоалексе́евская — станица в Курганинском районе Краснодарского края России. Административный центр Новоалексеевского сельского поселения.

## География
Станица расположена в степной зоне, на реке Синюха (бассейн Лабы) в 26 км к юго-востоку от Курганинска (по дороге 42 км), в 24 км к юго-западу от Армавира и в 25 км к северо-востоку от Лабинска. Станица вытянута вдоль реки, на северо-западе примыкает село Урмия.

## История
Хутор Новоалексеевский основан в 1912 году, назван в честь цесаревича Алексея, в 1916 году преобразован в станицу.

## Население
| 2002 | 2010  | 2021  |
| ---- | ----- | ----- |
| 3532 | ↗3617 | ↘3397 |

Национальный состав
русские (64,8 %),
армяне (26,7 %),
украинцы (2,4 %) и др.

## Инфраструктура
Школа, почтовое отделение, администрация поселения.
экономика
Сельское хозяйство.

## Транспорт
Автомобильный транспорт. Через станицу проходит автодорога Армавир — Лабинск — Туапсе, имеется местная автодорога к станице Родниковской (через Урмию).